# Berezovets
Berezovets (en rus: Березовец) és un poble de l'óblast d'Oriol, a Rússia, segons el cens del 2010 tenia 10 habitants, pertany al municipi de Russki Brod.